# Munkakör
A munkakör a munkavállaló munkafolyamatait, tevékenységeit, feladatait, funkcióit és kapcsolatrendszerét írja le. Ebbe beleértve a célokat, főbb felelősségi területeket és azokat a feltételeket is amelyek között az alkalmazott a munkáját végzi.  A 2012. évi I. törvény (a munka törvénykönyve) szerint a munkakör a munkaszerződés egyik kötelező eleme. A jogi felfogás szerint a munkakör nem más, mint azon munkák összefoglaló megjelölése, amelyeket a munkavállaló végezni köteles. A munkaköri leírás azon munkák részletes felsorolása, amelyet a munkavállaló konkrétan végezni köteles. A dolgozó azonban a munkáltató utasítása alapján azokat a feladatokat is köteles elvégezni, amelyek az adott munkakörnek megfelelnek.

## Munkakörtervezés
A munkakörtervezést a munkakörelemzés folyamata előzi meg, ez ad információt a munkakör lényegéről és arról, hogy az egyéneknek milyen teljesítményt kell nyújtaniuk.

## Munkakör-értékelés
A munkakör-értékelés során a munkakörre relatív fontossági sorrendet állapítunk meg (például a képességek, kompetenciák, piaci érték alapján. Ez a tevékenység a fizetési rendszer megalapozása miatt fontos. Más szerint "értékelési folyamat, melynek segítségével megállapítható, hogy egy munkakörnek mekkora a súlya az adott szervezeten belül."